# زحل دمیر
زحل دمیر (انگلیسی: Zuhal Demir؛ زادهٔ ۲ مارس ۱۹۸۰) سیاست‌مدار و وکیل کرد تبار اهل بلژیک است.